# Halowe Mistrzostwa Europy w Lekkoatletyce 1973 – skok w dal kobiet
Skok w dal kobiet – jedna z konkurencji technicznych rozgrywanych podczas halowych lekkoatletycznych mistrzostw Europy w hali Ahoy w Rotterdamie. Rozegrano od razu finał 10 marca 1973. Zwyciężyła reprezentantka Bułgarii Diana Jorgowa. Tytułu zdobytego na poprzednich mistrzostwach nie broniła Brigitte Roesen z Republiki Federalnej Niemiec.

## Rezultaty
Rozegrano od razu finał, w którym wzięło udział 7 zawodniczek.

Opracowano na podstawie materiału źródłowego.
| Poz. | Zawodniczka          | Reprezentacja  | Próby | Próby | Próby | Próby | Próby | Próby | Wynik |
| Poz. | Zawodniczka          | Reprezentacja  | 1     | 2     | 3     | 4     | 5     | 6     | Wynik |
| ---- | -------------------- | -------------- | ----- | ----- | ----- | ----- | ----- | ----- | ----- |
| 01 ! | Diana Jorgowa        | Bułgaria       | 6,40  | 6,37  | x     | 6,43  | 6,45  | x     | 6,45  |
| 02 ! | Jarmila Nygrýnová    | Czechosłowacja | 5,71  | 6,27  | x     | 6,30  | x     | 6,12  | 6,30  |
| 03 ! | Mirosława Sarna      | Polska         | x     | 6,15  | x     | 6,13  | 6,13  | 6,13  | 6,15  |
| 4.   | Nediałka Angelowa    | Bułgaria       | 5,92  | x     | x     | 5,89  | 6,02  | 6,13  | 6,13  |
| 5.   | Meta Antenen         | Szwajcaria     | 6,08  | 6,03  | x     | 6,06  | x     | 5,84  | 6,08  |
| 6.   | Viorica Viscopoleanu | Rumunia        | 5,93  | x     | x     | 6,04  | 6,04  | 6,04  | 6,04  |
| 7.   | Edda Schmiedel       | RFN            |       |       |       |       |       |       | 5,99  |